# 이유현
이유현(李裕賢, 1997년 2월 8일~)은 대한민국의 축구 선수로, 주포지션은 우측풀백이며, 좌우를 모두 소화한다. 또한 팀의 필요에 따라 우측 윙과 우측 공격수로도 많은 경기에 출전하였다. 현재 K리그1 강원 FC에서 활약하고 있다.

## 구단 경력
이유현은 전남 드래곤즈의 모든 유소년 팀(광양제철남초, 광양제철중, 광양제철고)을 거쳤고, 우선 지명되어 단국대학교 축구부에 입단하였다. 2012년부터 2014년까지 광양제철고에서 활약하였을 때, K리그 주니어에서 총 45경기에 출전하여 2골 3도움을 기록하기도 하였다. 2014년에 백운기 전국고교축구대회 수비수 부문 선수상을 받기도 하였다.
2017년 K리그 클래식 전남 드래곤즈에 입단하여, 3월 19일 제주 유나이티드와의 원정 경기에 45분 교체 출전하여 프로 데뷔전을 가졌다.
2021 시즌을 앞두고 K리그1의 전북 현대 모터스로 이적했다.

## 국가대표 경력
2016년 수원 JS컵에 U-20 대표팀에 선발되었으며, 2016년 11월 10일 잉글랜드를 상대로 한 경기에서 무회전 프리킥을 성공시키며 화두에 올라섰다. 대회 종료 이후, 최우수 선수상을 수상하기도 하였다.
2017년 FIFA U-20 월드컵에 참여하는 대한민국 U-20 축구 국가대표팀 최종 명단에 포함되었다.
2018년 11월 15일, 11월 A매치를 앞두고 대한민국 축구 국가대표팀에 처음으로 선발되었다. 하지만 경기에는 출전하지 못하였다.

## 수상

### 팀
- 수원 컨티넨탈컵 우승: 2016
- AFC U-23 챔피언십 우승: 2020

### 개인
- 수원 컨티넨탈컵 최우수 선수상 : 2016